# Епархия Чинглепета
Епархия Чинглепета (лат. Dioecesis Chingleputensis) — епархия Римско-Католической церкви c центром в городе Аттур, Индия. Епархия Чинглепета входит в митрополию Мадраса и Мелапора. Кафедральным собором епархии Чинглепета является церковь святого Иосифа.

## История
28 июня 2002 года Римский папа Иоанн Павел II издал буллу Cum ad provehendam, которой учредил епархию Чинглепета, выделив её из архиепархии Мадраса и Мелапора.

## Ординарии епархии
- епископ Антонисами Неетхинатхан (19.07.2002 — по настоящее время).

## Источник
- Annuario Pontificio, Ватикан, 2007
- Булла Cum ad provehendam  (лат.)